# Palmatius

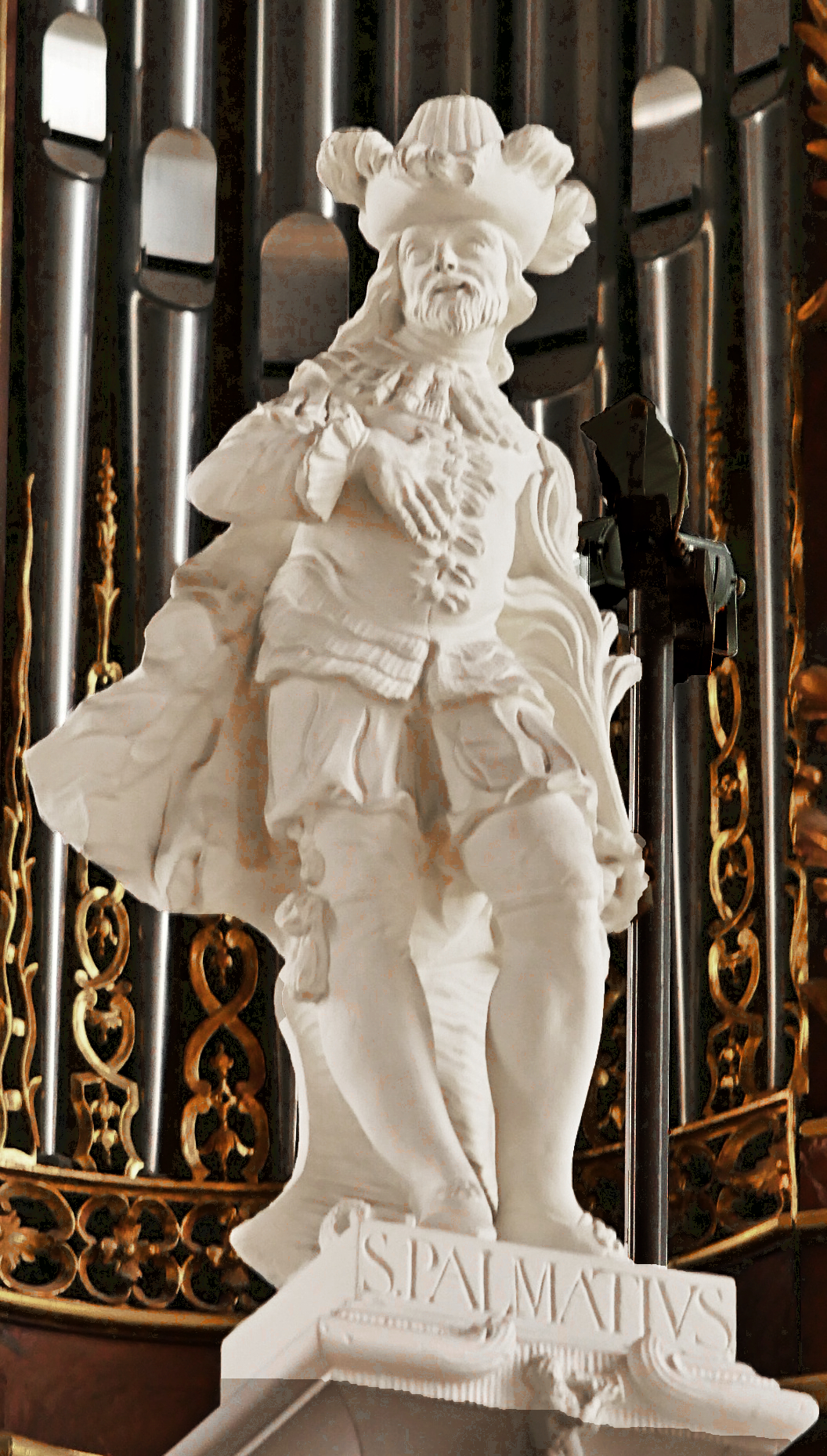
Statue des Heiligen Palmatius an der Orgel der Kirche St. Paulin (Trier)

Palmatius war ein angeblich aus Trier stammender römischer Politiker, der als Märtyrer hingerichtet wurde und als Heiliger verehrt wird.

## Leben
Palmatius soll römischer Senator und Konsul gewesen sein, dafür sind aber keine direkten (nichtchristlichen) Belege vorhanden. Er habe sich am Aufstand der Thebäischen Legion bei Xanten beteiligt. Als deren Bestrafung erfolgte, sei er zusammen mit anderen heimlichen Christen im römischen Heer verfolgt und als Märtyrer hingerichtet worden.
In der römisch-katholischen Kirche wird Palmatius heute als Heiliger verehrt. Ihm ist der 10. Mai gewidmet.
In Marburg ist ihm ein Altarretabel gewidmet, auf dem er zusammen mit Madonna, dem Christkind und dem Heiligen Wenzel abgebildet ist. Nach Palmatius ist die Palmatiusstraße in Trier benannt.